# Rafael Caldera

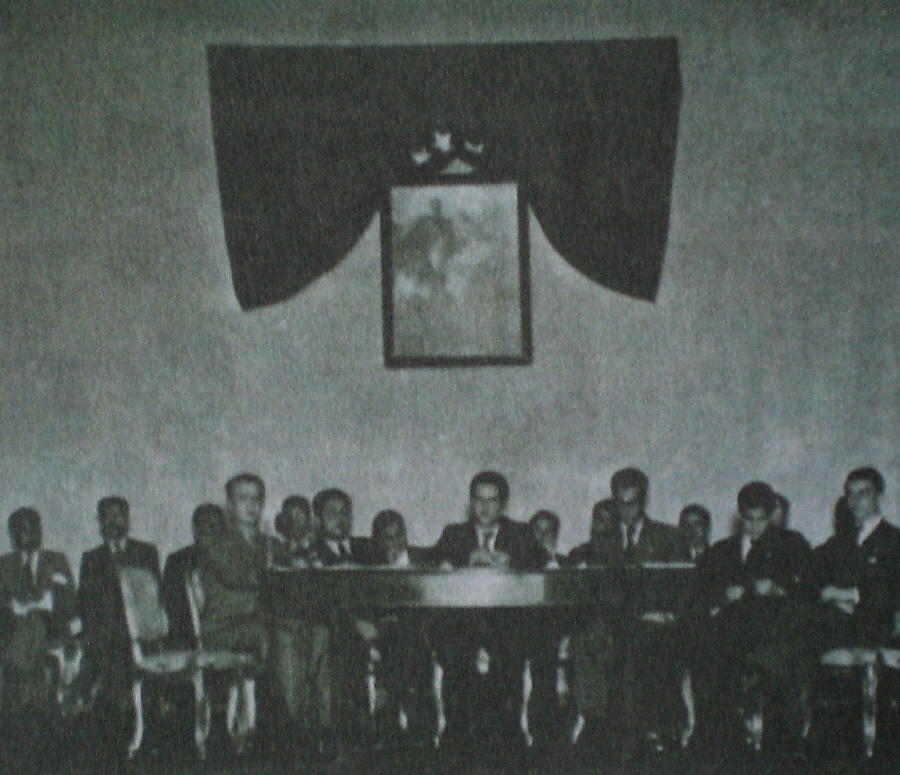
Rafael Caldera (w środku) wśród studentów

Rafael Antonio Caldera Rodríguez (ur. 24 stycznia 1916 w San Felipe, zm. 24 grudnia 2009 w Caracas) – wenezuelski polityk, prezydent Wenezueli w latach 1969–1974 i ponownie w latach 1994–1999.

## Życiorys
Urodził się 24 stycznia 1916 w San Felipe. Jego rodzicami byli Tomás Rafael Caldera Izaguirre i Rosa Sofía Rodriguez Rivero. Jako małe dziecko został adoptowany przez ciotkę, Marię Evę Rodriguez Rivero, która była żoną prawnika Tomása Liscano. W latach 1921–1922 uczęszczał do szkoły podstawowej w San Felipe, a od 1923 do 1925 do szkoły jezuitów w Caracas. W 1926 powrócił do Yaracuy Padre Delgado, by uczyć się w szkole średniej. W latach 1931–1938 studiował na Centralnym Uniwersytecie Wenezueli uzyskując tytuł doktora na Wydziale Prawa i Nauk Politycznych, później został profesorem socjologii i prawa na kilku innych uniwersytetach. W czasie swojej edukacji nauczył się posługiwać wieloma językami: angielskim, niemieckim, francuskim oraz portugalskim.

## Kariera polityczna
Swoją karierę polityczną zaczynał w 1936 roku, uczestniczył wówczas w powołaniu Narodowego Zrzeszenia Studentów. 1 października 1938 roku przystąpił do akcji wyborczej, która następnie przekształciła się w ruch Walki Narodowej. Została zalegalizowana 2 czerwca 1942 roku. 13 stycznia 1946 roku jedna z grup pod przywództwem Caldery stworzyła socjalno-chrześcijańską partię COPEI. W 1948 roku wystartował po raz pierwszy w wyborach prezydenckich i zdobył 262 204 głosów, przegrywając z Rómulo Gallegosem, który kilka miesięcy później został obalony przez juntę wojskową. Na jej czele stanął Carlos Delgado Chalbaud, który później został zastąpiony przez dyktaturę Marcosa Péreza Jiméneza. Po obaleniu Péreza Jiméneza i utworzeniu rządu tymczasowego z Wolfgangiem Larrazábalem na czele, Caldera został wybrany na prokuratora generalnego Wenezueli. W 1968 roku po raz drugi stanął do wyborów prezydenckich i po raz pierwszy został prezydentem uzyskując 1 083 712 (29,13%) głosów. Po raz pierwszy w 139-letniej historii Wenezueli, obowiązki prezydenta zostały spokojnie przekazane wybranemu w wyborach reprezentantowi opozycji.

## Pierwsza kadencja
Podczas pierwszej kadencji rząd Caldery zerwał z tzw. doktryną Betancourta, która stanowiła, że Wenezuela nie będzie udzielać dyplomatycznego uznania tym rządom w Ameryce Łacińskiej, które zdobyły władzę na drodze zamachu stanu. Caldera uznał bowiem wojskowe rządy krajów regionu. Prowadził politykę w obronie terytoriów wyspiarskich i Zatoki Wenezueli, a także podpisał w Port-of-Spain protokół z Gujany. W sferze polityki gospodarczej znacząco wzmocnił pozycję pracodawców. Na pierwszą kadencję Caldery przypadł także kryzys spowodowany spadkiem cen ropy na światowych rynkach, który spowodował stagnację. Mimo sprzeciwu demokratycznej opozycji prezydent zaangażował się w legalizację Komunistycznej Partii Wenezueli. Przeprowadził również zmianę konstytucji znoszącą zakaz kandydowania dla osób skazanych na ponad 3 lata więzienia z mocą działania do 2 lat wstecz. Miał on na celu wyeliminowanie z wyborów Marcosa Péreza Jiméneza. Caldera zamknął przemysłowe Technikum stałe i Centralny Uniwersytet Wenezueli na okres dwóch lat, ze względu na protesty studentów przeciwko jego rządowi. 9 grudnia 1970 Rafael Caldera stworzył Instytut Studiów Państwowej Wyższej Obrony. Miał on na celu rozwój rozważań nad bezpieczeństwem państwa, a także przyczynić się do rozwoju kultury obrony państwa. Caldera, podniósł podatek dla firm naftowych do 60 procent, rozpoczął także budowę kompleksu petrochemicznego El Tablazo w stanie Zulia. Rafael Caldera zakończył swoją pierwszą kadencję jako prezydent 12 marca 1974 i został zastąpiony przez Carlosa Andrésa Péreza, z partii Akcji Demokratycznej, która wygrała wybory w 1973 roku.

## Pacyfikacja partyzantek
W 1969 roku nowy rząd zastał kraj, w którym na obszarach miejskich i wiejskich działało wiele ruchów partyzanckich. Ruchy te miały powiązania z dwoma najważniejszymi partiami politycznymi. Wielu przywódców ruchów politycznych przebywało wówczas w więzieniu. Po dojściu Caldery do władzy, praktyka ta została zaniechana, a konstytucyjne gwarancje zostały utrzymane. Rząd przyjął za postawę ideologiczny pluralizm i dialog z udziałem wszystkich sił politycznych. Konsultacje były prowadzone z udziałem przedstawicieli ugrupowań zbrojnych. Nastąpiła legalizacja partii lewicowych oraz amnestia dla więźniów politycznych, w zamian za respektowanie prawa. Prowadząc tego typu politykę (optymalny proces decyzyjny), po zakończeniu pierwszej prezydencji Caldery, przez wiele lat w Wenezueli nie było organizacji politycznej planującej przejęcie kontroli nad rządem przy użyciu przemocy. W wyborach w 1973 roku przywódcy starych ruchów partyzanckich zostali wybrani na posłów i senatorów.

## Działalność polityczna po I kadencji
Caldera spędził kolejne dziesięć lat nie ubiegając się o ponowny wybór. Swoją kandydaturę zgłosił ponownie w wyborach prezydenckich w 1983 r. Został pokonany przez Jaime Lusinchiego z Akcji Demokratycznej. W 1987 ubiegał się o nominację COPEI na wybory prezydenckie w 1988 roku. Został pokonany przez Eduardo Fernandeza. W 1993 roku zdecydował się opuścić COPEI i wystartować w wyborach prezydenckich z ramienia swojej nowej partii Convergencia Nacional. Jego kandydaturę na urząd prezydenta popierały Komunistyczna Partia Wenezueli i Ruch na Rzecz Socjalizmu. W wyborach zdobył niewiele ponad 30% głosów i został prezydentem. Prawie 40% obywateli oddało głos nieważny.

## Druga kadencja
W latach 1994–1999, podczas drugiej kadencji, przedstawiciele jego własnej partii oraz politycy ze środowisk, które poparły jego kandydaturę na prezydenta: członkowie partii MAS, Teodoro Petkoff z Ministerstwa Centralnego Biura Koordynacji i Planowania, Pompeyo Márquez zatwierdzili kilka ustaw Kongresu Narodowego. W dniu 18 grudnia 1994 uczestniczył w otwarciu odcinka metra na Plaza Wenezuela – El Valle, którego budowa została zapoczątkowana przez poprzednie rządy. W 1996 papież Jan Paweł II podczas drugiej wizyty w Wenezueli pobłogosławił osadzonych w więzieniu Catia, w zachodniej części Caracas. 12 października 1997 do Wenezueli przyleciał prezydent Stanów Zjednoczonych Bill Clinton. W listopadzie tego samego roku na wyspie Margarita miało miejsce spotkanie uczestników siódmej konferencji iberoamerykańskiej. W czerwcu 1998 w Caracas odbyło się inauguracyjne XXVIII posiedzenie Zgromadzenia Ogólnego Organizacji Państw Amerykańskich.

## Ostatnie lata i śmierć
2 lutego 1999 Rafael Caldera zakończył swą drugą kadencję jako prezydent i został zastąpiony przez Hugo Cháveza. Jego zły stan zdrowia spowodowany chorobą Parkinsona, która zmusiła go do wycofania się z życia politycznego, w okresie ostatniego roku. Caldera zmarł 24 grudnia 2009 około 2:00 w nocy w wieku 93 lat. Jego syn Aldrés Caldera ogłosił jedynie fakt śmierci, nie podając przyczyny. Pogrzeb odbył się 26 grudnia 2009 w Caracas.

## Życie prywatne
Jego pierwszą żoną została Alicia Pietri de Caldera. Miał z nią sześcioro dzieci.

## Odznaczenia (lista niepełna)
- Wielki Łańcuch Orderu Oswobodziciela (Wenezuela)[5]
- Krzyż Wielki Orderu Francisco de Miranda (Wenezuela)[5]
- Łańcuch Orderu Andrésa Bello (Wenezuela)[5]
- Łańcuch Orderu Wyzwoliciela San Martina (Argentyna)[5]
- Wielki Łańcuch Narodowego Orderu Kondora Andów (Boliwia)[5]
- Wielki Łańcuch Orderu Krzyża Południa (Brazylia)[5]
- Krzyż Wielki Orderu Zasługi (Chile)[5]
- Krzyż Wielki Orderu Zasługi Duarte, Sáncheza y Mella (Dominikana)[5]
- Krzyż Wielki Orderu Krzysztofa Kolumba (Dominikana)[5]
- Łańcuch Narodowego Orderu Zasługi (Ekwador)[5]
- Krzyż Wielki Legii Honorowej (1998, Francja)[5]
- Krzyż Wielki Orderu Karola III (Hiszpania)[5]
- Łańcuch Orderu Izabeli Katolickiej (1996, Hiszpania)[5]
- Krzyż Wielki Orderu Lwa Niderlandzkiego (Holandia)
- Krzyż Wielki Klasy Specjalnej Orderu Boyacá (Kolumbia)[5]
- Krzyż Wielki Kategorii Specjalnej Narodowego Orderu Świętego Karola (Kolumbia)[5]
- Wielka Wstęga Narodowego Orderu Cedru (Liban)[5]
- Krzyż Wielki Orderu Witolda Wielkiego (1996, Litwa)[6]
- Łańcuch Orderu Azteków (1997, Meksyk)[5]
- Krzyż Wielki Orderu Zasługi im. Marszałka Francisco Solano Lópeza (1996, Paragwaj)[5]
- Krzyż Wielki Orderu Słońca Peru (Peru)[5]
- Krzyż Wielki Orderu Zasługi (1998, Peru)[5]
- Wielki Łańcuch Orderu Infanta Henryka (1997, Portugalia)[7]
- Order Gwiazdy Rumunii (Rumunia)[5]
- Krzyż Wielki ze Złotą Gwiazdą Narodowego Orderu Joségo Matiasa Delgado (Salwador)[5]
- Wielka Wstęga Honorowego Orderu Żółtej Gwiazdy (1997, Surinam)[5]
- Orderu Republiki Trynidadu i Tobago (Trynidad i Tobago)[5]
- Złoty Łańcuch Orderu Piusa IX (Watykan)[5]
- Krzyż Wielki Pierwszej Klasy Orderu Świętego Grzegorza Wielkiego (Watykan)[5]
- Cavaliere di Gran Croce Decorato di Gran Cordone Orderu Zasługi Republiki Włoskiej (1996, Włochy)[8]